# Kevin Melillo
Kevin Michael Melillo (né le 14 mai 1982 à Orlando, Floride, États-Unis) est un ancien joueur professionnel de baseball. Il joue un match de la Ligue majeure de baseball avec les Athletics d'Oakland en 2007.

## Carrière
Surtout joueur de deuxième but mais pouvant évoluer à plusieurs positions différentes sur le terrain, Kevin Melillo évolue pour les Gamecocks de l'université de Caroline du Sud et est sélectionné par les Athletics d'Oakland au 5e tour de sélection du repêchage amateur de 2004.
Essentiellement joueur de ligues mineures au cours de sa carrière, il ne joue qu'un seul match dans la Ligue majeure de baseball, pour les Athletics d'Oakland le 24 juin 2007 face aux Mets de New York. Utilisé comme frappeur suppléant, il n'obtient qu'un seul passage au bâton, où il soutire un but sur balles. Sa moyenne de présence sur les buts en carrière dans les majeures est donc de 1,000.